# Dichtblättrige Wasserpest

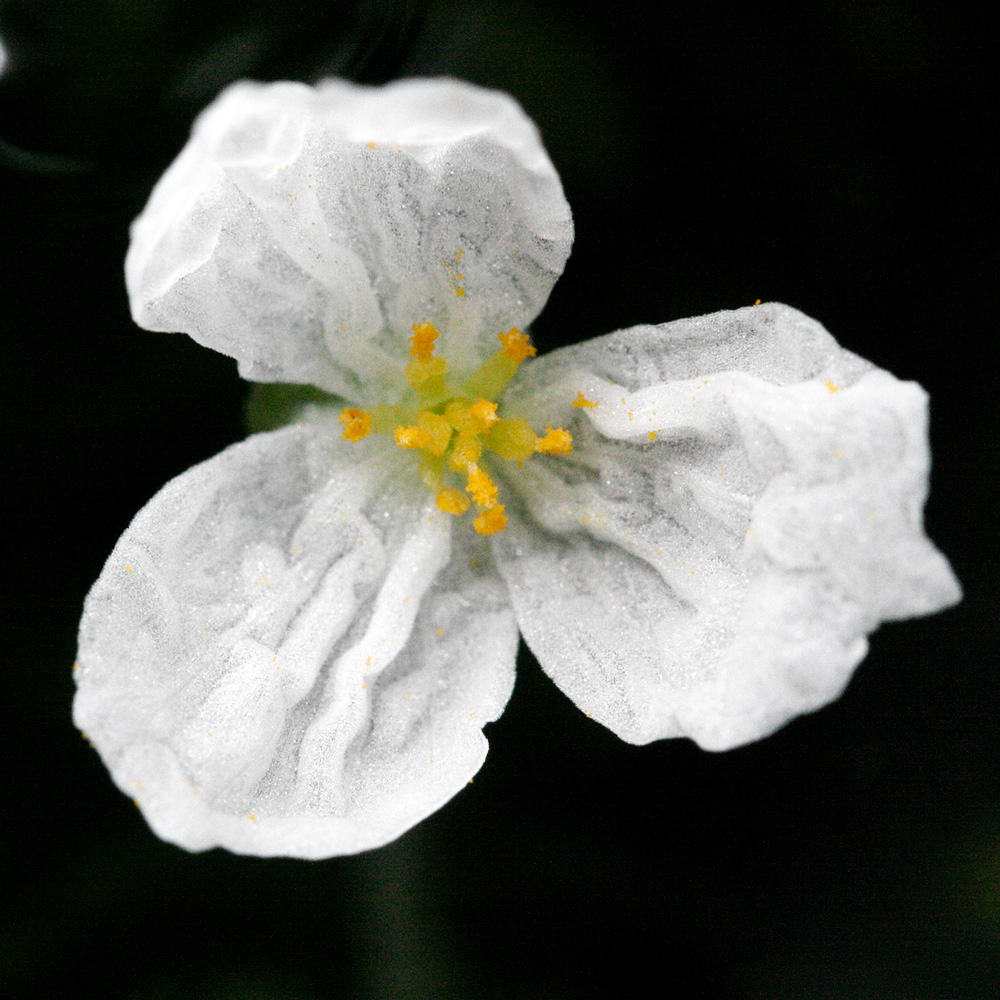
Blüte der Dichtblättrigen Wasserpest

Die Dichtblättrige Wasserpest, auch Dichte Nektarwasserpest, (Egeria densa Planch., Syn.: Elodea densa (Planch.) Caspary) ist eine Wasserpflanze aus der Familie der Froschbissgewächse (Hydrocharitaceae). Sie ist heimisch in Südamerika, aber heute fast weltweit verschleppt und eingebürgert worden.

## Beschreibung
Die Dichtblättrige Wasserpest ist eine mehrjährige krautige Pflanze, die flutend im Wasser wächst. Die Pflanze wurzelt normalerweise in einer Wassertiefe von zwei bis drei, selten und ausnahmsweise bis zu sieben Metern. Unbewurzelte Bruchstücke der Pflanze können überleben und sich bei Bodenkontakt an den Knoten neu bewurzeln. Die unregelmäßig verzweigten Stängel erreichen Durchmesser von ein bis drei Millimeter und in ihrer südamerikanischen Heimat eine Länge bis zu drei Meter, in Mitteleuropa nur von 30 bis 60 Zentimeter. Diese wachsen bis zur Wasseroberfläche empor, wo sie dichte flutende Matten bilden können. Ihre Internodien sind je zwischen 2,5 und 24 Millimeter lang, meist sind sie kurz, wodurch sehr dichtblättrige Pflanzen resultieren. Die Knoten tragen Quirle von je vier Laubblättern. Die Blätter sind 1 bis 3 (-5) Zentimeter lang und 5 Millimeter breit, sie sind meist etwas länger als diejenigen der ähnlichen verwandten Arten, die Triebe dadurch voluminöser. Die spitz zulaufenden Blätter sind durch einzellige Zähnchen, nur bei Vergrößerung erkennbar, schwach gezähnt. Die zarten, dünnen Blätter sind meist sehr dicht stehend.
Die Pflanzen sind zweihäusig getrenntgeschlechtig (diözisch). Die Blüten sitzen einzeln an Knoten mit, abweichend von den sterilen, bis zu zehn wirtelig stehenden Blättern, sie sind durch lange Stiele bis zu 3 Zentimeter über die Wasseroberfläche emporgehoben. Werden die Blüten untergetaucht, bleibt ihr Inneres durch eine eingeschlossene Luftblase trocken. Die Blüten erreichen 18 bis 25 Millimeter Durchmesser. Ihre Blütenhülle besteht aus drei grünen Kelchblättern und drei weißen Kronblättern. Weibliche Blüten haben drei Fruchtblätter und drei sterile Staminodien, männliche Blüten haben in der Regel neun Staubblätter. Die Pflanze wird durch Insekten bestäubt. Oft bestehen regionale Bestände aber nur aus Individuen eines Geschlechts, entweder nur männlichen oder nur weiblichen Pflanzen. Die beerenartigen Früchte sind eiförmig mit 7 bis 8 Millimeter Länge bei drei Millimeter Breite, mit einem membranösen, durchsichtigen Perikarp. Sie enthalten zahlreiche Samen. In Europa kommen allerdings nur männliche Pflanzen vor, es kommt nicht zur sexuellen Fortpflanzung.
Die Chromosomenzahl der Art ist 2n = 48.

## Physiologie und Ökologie
Die Dichtblättrige Wasserpest ist eine fakultative C4-Pflanze. Bei niedriger Konzentration von gelöstem Kohlenstoffdioxid im Wasser bei gleichzeitig hohen Wassertemperaturen und starker Lichtintensität schaltet sie um auf C4-Photosynthese und erreicht dadurch dann höhere Wuchsleistungen. C3- und C4-Pflanzen der Art sind nicht morphologisch unterscheidbar.
Die Art ist schattenmeidend. Obwohl im Labor eine Anpassung an Schwachlichtbedingungen nachweisbar ist, kommt sie im Freiland fast nur in klaren, gut belichteten Gewässern (mit pH-Wert über 5,5) vor. In getrübtem Wasser wächst sie schlecht und wird meist von anderen Arten verdrängt, hilft aber auch dabei, durch suspendierte Feststoffe getrübtes Wasser zu klären, außerdem begrenzt sie, wie viele aquatische Makrophyten, das Wachstum von Phytoplankton im Gewässer. Sie wächst am besten in relativ warmen Gewässern mit Wassertemperaturen von 16 °C bis 28 °C, kann aber bei vorheriger Adaptation bis 35 °C überleben. Sie ist nicht frosthart, kann aber unter einer schützenden Eisdecke überwintern, dies wurde auch in den Niederlanden nachgewiesen. Bei der Überwinterung helfen ihr in den basalen Sprossabschnitt und die Blätter eingelagerte Reservestoffe. Sie ist von den Nährstoffgehalten der Gewässer relativ unabhängig und gedeiht sowohl in oligotrophen wie in eutrophen Gewässern, wobei sie Nährstoffe (v. a. Phosphor) sowohl über die Wurzeln aus dem Bodensubstrat wie auch über die Blätter aus dem freien Wasser aufnehmen kann. Zumindest in Europa bevorzugt sie feinkörnige Bodensubstrate wie Schlick und Schlamm, sie kommt nur selten auf Sand- oder Kiesgrund vor.
Egeria densa bildet oft Einartbestände, kommt aber manchmal zusammen mit anderen submersen Wasserpflanzen der Familie der Froschbissgewächse vor, in Europa auch oft zusammen mit Rauem Hornblatt (Ceratophyllum demersum). Ihre Wuchsleistungen sind bei hohen Nährstoffgehalten geringer als diejenigen der häufigen Wasserpest-Arten der Gattung Elodea. Bei sehr hohen Nährstoffgehalten wird sie durch die Grundnessel (Hydrilla verticillata) auskonkurriert und verdrängt.
In Europa verbreitet sich die Art ausschließlich vegetativ. Die Triebe sind relativ brüchig, abgebrochene Sprossstücke werden verdriftet und treiben bei Bodenkontakt an anderer Stelle neu aus. Für die weitere Ausbreitung über natürliche Wasserscheiden hinweg ist fast immer der Mensch verantwortlich.

## Verbreitung und Lebensraum
Das ursprüngliche Verbreitungsgebiet der Dichtblättrigen Wasserpest reicht vom Südosten Brasiliens (zentrales Minas Gerais) bis in Küstenlebensräume von Uruguay und Argentinien. Im Paraná-Becken in Brasilien und Argentinien ist sie häufig.
Die Art kommt in stehenden und in langsam fließenden Gewässern vor, meist in Ufernähe, in Wassertiefen von ein bis zwei, bis maximal drei Meter. In Europa wird sie sowohl in Teichen wie in Gräben und langsam fließenden Fließgewässern gefunden.
Seit Anfang der 1900er Jahre wurde die Pflanze empfohlen zur Verbesserung der Wasserqualität, um den Sauerstoffgehalt zu erhöhen, Fischbestände zu fördern und Stechmücken zurückzudrängen. Sie wurde daher in vielen Regionen absichtlich angesiedelt. In weitere Gebiete ist sie durch die Verwendung als Aquarienpflanze, durch ins Freiland ausgesetzte Individuen, angesiedelt worden. Dadurch ist sie heute in viele Regionen, vor allem von subtropischen bis in warmgemäßigte Breiten als Neophyt eingeschleppt und eingebürgert, so etwa in weiten Gebieten des westlichen Südamerika, in Nordamerika, Europa, Ostasien (Japan), Südafrika und Australien. Der erste solche Fund stammt schon 1893 aus Long Island, New York, in Nordamerika.
In Deutschland stammt der Erstnachweis im Freiland aus dem Jahr 1914. Obwohl anfangs über Probleme berichtet wurde, war die Art danach jahrzehntelang eher unauffällig und ist auch heute noch eher selten mit nur vereinzelt größeren Beständen. Unter günstigen Bedingungen kann sie aber selbst die extrem konkurrenzstarken invasiven Wasserpestarten wie Elodea nutallii aus dem Gewässer verdrängen.

## Invasiver Neophyt
In Europa gehen neophytische Bestände meist auf den Aquarienhandel zurück. Die Art ist eine sehr beliebte Aquarien- und Gartenteichpflanze und wurde seit langem in großen Stückzahlen gehandelt. Bei einer Fallstudie in den Niederlanden wurden allein im Jahr 2006 1,9 Millionen Bündel (von etwa 10 Trieben) in das Land importiert. Daneben wurde ein reger Privathandel über das Internet dokumentiert. Einige Einschleppungen, so in Neuseeland, gehen auf verunreinigte Bestände anderer Wasserpflanzen zurück, so dass die Art unbemerkt mit importiert worden war. In Deutschland wird die Art auf der „Grauen Liste“ der invasiven Wasserpflanzenarten geführt, das bedeutet, es gibt Hinweise auf eine Invasivität, sie ist aber noch nicht als invasive, Probleme verursachende Art im Land nachgewiesen. In der Schweiz wurde sie, als Elodea densa, in die Liste der gebietsfremden invasiven Pflanzen der Schweiz aufgenommen.
Eingeschleppte Bestände der Art haben lokal ökologische und ökonomische Probleme verursacht. Die Dichtblättrige Wasserpest erzeugt häufig Einartbestände mit sehr hoher Biomasse und Dichte. Sie kann in der jeweiligen Region einheimische Arten verdrängen und so die Biodiversität vermindern. Manchmal verstopft sie Zuflüsse, etwa in Bewässerungskanäle oder Wasserkraftwerke. Solche Probleme mit Wasserkraftwerken treten allerdings genauso an Stauseen in Brasilien, im natürlichen Verbreitungsgebiet der Art, auf. Probleme können sich auch aus der Akkumulation von Schlamm durch verminderte Strömungsgeschwindigkeit und aus Problemen mit dem Sauerstoffgehalt beim herbstlichen Absterben der dichten Vegetationsmatten der Art ergeben. Zudem kann die Art bei Präsenz Phosphor aus dem Seidment mobilisieren und so zur Eutrophierung beitragen. Dichte Bestände können zudem Fischerei, Freizeitangeln und Wassersport behindern.
Unerwünschte Bestände der Art werden manchmal durch Abmähen bekämpft. Das ist aber meist ineffektiv, da sich die abgeschnittenen Triebe neu bewurzeln können und so sogar zur Ausbreitung beitragen. So erwies sich die mechanische Bekämpfung in Spanien, wohin die Art 1995 neu eingeschleppt war, als völlig wirkungslos.
Ein spezialisierter Pflanzenfresser an der Art ist die Larve von Hydrellia egeriae Rodrigues Júnior, 2015, einer Fliegenart der Familie der Salzfliegen (Ephydridae). Diese erzeugen Blattminen in den Blättern. Sie tritt im natürlichen Lebensraum ausschließlich an dieser einen Art auf, kann aber bei Nahrungswahlversuchen an nahe verwandte (auch der Gattung Elodea) übergehen. Die imaginalen Fliegen legen Eier an Blätter, die die Wasseroberfläche erreicht haben. Die geschlüpften Larven höhlen ein Blatt vollständig aus und wechseln dann zum nächsten Blatt, so können sie ganze Triebe entblättern. Die Fliegenart wurde zur Bekämpfung der Dichtblättrigen Wasserpest in Südafrika getestet und zugelassen, später auch in Neuseeland. In den USA wurde sie hingegen nicht eingeführt, da sie sich auch an der, dort einheimischen Elodea canadensis entwickeln kann.

## Verwendung in der Aquaristik
Sie spielt in der Aquaristik eine Rolle, da sie schnell wächst und damit insbesondere in frisch eingerichteten Aquarien mit noch nicht ausgebildeten nitrifizierenden Biofilmen hilft, dem Wasser Nitrat und seine Vorstufen zu entziehen. Sie gedeiht allerdings nur in solchen Aquarien gut, deren Wassertemperatur nicht zu hoch ist.
Die Dichtblättrige Wasserpest gehört zu den ständig im Fachhandel angebotenen Pflanzen für die Bepflanzung von Aquarien, da sie zur „klassischen“ Erstbepflanzung eines Aquariums gehört. Sie wird meistens als Bundware angeboten. Sie gedeiht auch in weichem Wasser. Die besten Wachstumsbedingungen findet sie jedoch in kalkreichem Wasser mit höheren pH-Werten. Sie zählt eher zu den Kaltwasserpflanzen. Höhere Temperaturen als 26 °C verträgt sie nur kurzfristig. Auf eine Zudosierung von Kohlenstoffdioxid ist die Pflanze nicht angewiesen.

## Taxonomie und Systematik
Die Art wurde 1849 gemeinsam mit Egeria najas von Jules Émile Planchon in den Annales des Sciences Naturelles, Botanique sér. 3, als Egeria densa, erstbeschrieben. Synonyme sind Anacharis densa (Planch.) Vict., Philotria densa (Planch.) Small & St. John. Da molekulare Daten die Monophylie der Gattung Elodea teilweise nicht unterstützen, wenn die Gattung Egeria anerkannt wird, bevorzugen es einige Botaniker, deren Arten in eine weitgefasste Gattung Elodea zu stellen, sie hieße dann Elodea densa (Planch.) Casp., dieser Name ist auch im Pflanzenhandel verbreitet.
Die Gattung Egeria umfasst drei Arten, alle mit natürlicher Verbreitung in Südamerika. Die Nixkrautähnliche Wasserpest (Egeria najas) ist dabei ebenfalls nach Europa eingeschleppt worden, während die dritte Art Egeria heterostemon nach wie vor auf Südamerika beschränkt geblieben ist. Egeria densa unterscheidet sich von den anderen Arten durch die einheitlich keuligen, papillosen Staubfäden. Von Egeria najas unterscheiden zudem die in Quirlen zu vier (nicht zu fünf) stehenden Laubblätter.